# The Peel Session (专辑)
《The Peel Session》是西德·巴雷特1987年1月25日出版的精选集。这张专辑包含了1970年5月24日他在John Peel Top Gear 表演的五首曲目，并在不久之后播出。

## 曲目
所有曲目都由西德·巴雷特编写。（包括有争议的《Two of a Kind》）
1. Terrapin – 3:02
2. Gigolo Aunt – 3:35
3. Baby Lemonade – 2:37
4. Effervescing Elephant – 0:57
5. Two of a Kind （理查德·赖特） – 2:28

## 人员
西德·巴雷特 – 原声吉他，主声
大卫·吉尔摩 – 贝斯吉他，电子吉他，风琴，副声
Jerry Shirley – 敲击乐器